# هارموت ونتسل
هارموت ونتسل (آلمانی: Hartmut Wenzel; ۲۳ فوریهٔ ۱۹۴۷ – ۲۴ اوت ۲۰۲۰) قایقران روئینگ اهل آلمان بود.
وی در مسابقات کشوری و بین‌المللی در مجموع برندهٔ ۲ مدال نقره، ۴ مدال برنز شده‌است.